# Achilixius danaumoati
Achilixius danaumoati är en insektsart som beskrevs av  1989. Achilixius danaumoati ingår i släktet Achilixius och familjen Achilixiidae. Inga underarter finns listade i Catalogue of Life.